# Cordilheira Sub-bética

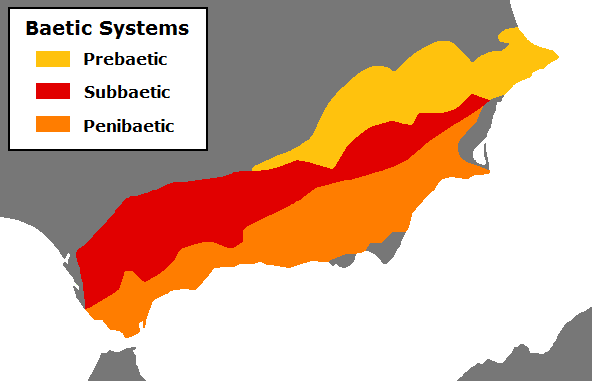
Localização dos Sistemas Béticos

A cordilheira Sub-bética discorre a norte da Penibética desde o Cabo Trafalgar até a província de Granada (Espanha). Algumas das serras que a formam são (de Oeste a Este): Serra de Grazalema, as Serras Sub-béticas de Córdova, Serra de Parapanda, Serra de Loja, Serra Sul de Jaén, Serra Harana, Serra de Huétor, esta última em contato com o sistema Penibético, Serra da Alfaguara e por último Serra Mágina e Serra de La Sagra superpostas sobre o sistema Prebético.
No seu conjunto esta formado por uma série de serras calcárias e dolomíticas de altitudes modestas e separadas umas de outras por corredores de origem tectônica e litológica - existência de materiais mais brandos que são aproveitados pelos afluentes do Guadalquivir para escavar os amplos corredores-. Os geólogos distinguem dentro desta zona externa, que se estende desde o cabo de Trafalgar e separa-se do Mar pela cordilheira Penibética os Sistema Prebético e Sub-bético.
O Sub-bético é a parte mais interna da zona externa. Situa-se a sul do Prebético, quando este existe, e quando não a sul da Depressão Bética. Ocupa uma superfície muito maior tanto em superfície como em comprimento. Começa no extremo ocidental das Serras Sub-béticas para penetrar em Múrcia. 
A zona Sub-bética vê-se afetada pelos últimos movimentos de finais da dobra que formaram os plissamentos de fundo de grande rádio, além de falhas e fraturas.
Do ponto de vista geomorfológico a Cordilheira Prebética é um subsistema da Cordilheira Sub-bética.